# Needham (Alabama)
Pour les articles homonymes, voir Needham.
Needham est une ville du comté de Choctaw, en Alabama, aux États-Unis,.
Le chemin de fer et la gare de l'actuelle Needham étaient baptisés Bogueloosa, du nom de la rivière qui traverse la ville. La représentation de la ville, la plus ancienne, sur une carte, remonte à celle de La Tourette, en 1844. La date de fondation de la ville n'est pas connue. Le premier bureau postal est créé en 1905, mais il ne pouvait porter le nom de Bogueloosa, en raison de l'existence d'une ville du même nom en Louisiane. La ville et la poste sont donc renommés Needham en l'honneur d'Eli W. Needham, un vétéran de la guerre de Sécession, dont le père avait vécu dans la ville. Elle est incorporée en décembre 1981.

## Démographie
| 1990 | 2000 | 2010 | - |
| ---- | ---- | ---- | - |
| 99   | 97   | 94   | - |

## Source de la traduction
- (en) Cet article est partiellement ou en totalité issu de l’article de Wikipédia en anglais intitulé « Needham, Alabama » (voir la liste des auteurs).